# Alexandre Koyré
Alexandre Koyré (russisch: Александр Владимирович Койра; * 29. August 1892 in Taganrog, Russisches Kaiserreich; † 28. April 1964 in Paris; eigentlich Alexander Wladimirowitsch Kojra) war ein französischer Philosoph und Wissenschaftshistoriker russischer Herkunft.

## Leben
Koyré war ein Russe jüdischer Abstammung. Sein Vater war ein wohlhabender Kaufmann und Öl-Investor. In Rostow am Don und später in Tiflis erhielt der Sohn eine klassische humanistische Ausbildung, wodurch ihm Altgriechisch, klassisches und mittelalterliches Latein vertraut wurden. Als Sechzehnjähriger ging er 1908 nach Göttingen, um Mathematik und Philosophie zu studieren. Zu seinen Lehrern gehörten dort Edmund Husserl und David Hilbert. 1911 ging er an die Sorbonne in Paris, wo er Vorlesungen von Henri Bergson, Victor Delbos (1862–1916), André Lalande (1867–1963) und Léon Brunschvicg hörte, sowie eine Dissertation begann.
Noch als russischer Staatsbürger nahm er ab 1914 am Ersten Weltkrieg teil, zunächst in der französischen Armee, nach zwei Jahren in einem russischen Regiment Freiwilliger an der Südwestfront, bis diese nach der Oktoberrevolution zusammenbrach. Er kehrte 1919 nach Paris zurück, wo er Doris Rèybermann heiratete, die aus einer Emigrantenfamilie aus Odessa stammte.
1922 erwarb er mit einer Studie zur Gottesidee bei Descartes ein Diplom an der École Pratique des Hautes Études und damit zugleich die Lehrberechtigung an dieser Hochschule. 1923 schloss er auch seine Dissertation zur Gottesidee bei Anselm von Canterbury ab und wurde von der Sorbonne promoviert. 1929 habilitierte er sich mit einer großen Studie zu Jakob Böhme. Durch das Studium der mystischen Philosophie gelang Koyré zu einer genauen Kenntnis der Geschichte der Astronomie. 1934 publizierte er die erste kommentierte Übersetzung des Hauptwerks des Nicolaus Copernicus ins Französische. Ab Mitte der 1930er Jahre wandte sich Koyré unter dem Einfluss von Émile Meyerson von theologischen Studien ab und der Wissenschaftsgeschichte zu.
In den 30er Jahren war er Kollege von Alexandre Kojève, der ihn in seinen Hegelvorlesungen gelegentlich vertrat. 1940 erschienen die methodologisch bedeutsamen Études galiléennes. Koyré hatte sie während eines Lehrauftrags in Kairo verfasst, von wo aus er 1941 nach New York emigrierte. Dort gehörte er zum Mitbegründer der École Libre des Hautes Études. Er lehrte dann noch oft in den USA (u. a. Harvard, Yale, Chicago) und wurde 1956 Mitglied des Institute for Advanced Study in Princeton. Ebenfalls 1956 wurde er in die American Academy of Arts and Sciences gewählt. 1958 gründete er das Centre de recherches d’histoire des sciences et des techniques in Paris (heute Centre A. Koyré).
Koyré wurde 1961 mit der George-Sarton-Medaille ausgezeichnet, dem Preis für Wissenschaftsgeschichte der von George Sarton und Lawrence Joseph Henderson gegründeten History of Science Society (HSS). Er arbeitete mit I. Bernard Cohen an einer kritischen Ausgabe von Newtons Principia, die 1972 erschien.
Ihm zu Ehren vergibt die Académie internationale d’histoire des sciences, deren Sekretär er zeitweilig war, die Koyré-Medaille.

## Veröffentlichungen (Auswahl)
- Bemerkungen zu den Zenonischen Paradoxen. In: Jahrbuch für Philosophie und phänomenologische Forschung. Bd. 5, 1922, ZDB-ID 217924-6, S. 603–628.
- Essai sur l’idée de Dieu et les preuves de son existence chez Descartes (= Bibliothèque de l’École des Hautes Études. Section des Sciences Religieuses. Bd. 33, ZDB-ID 773725-7). Leroux, Paris 1922 (In deutscher Sprache: Descartes und die Scholastik. Cohen, Bonn 1923. Übersetzung: Edith Stein und Hedwig Conrad-Martius, neu in ESGA Bd. 25, Herder Verlag, Freiburg i.Br. 2005. ISBN 3-451-27395-0).
- L’idée de Dieu dans la philosophie de saint Anselme, Paris 1923 (Paris, Université de Paris, These de Doctorat, 1921).
- La philosophie de Jacob Boehme. Études sur les origines de la Métaphysique allemande. Vrin, Paris 1929.
- La philosophie et le problème national en Russie au début du XIXe siècle (= Bibliothèque de l’Institut Français de Léningrad. Bd. 10, ZDB-ID 769988-8). Champion, Paris 1929.
- Études galiléennes. 3 Bände. Hermann, Paris 1939;
  - Band. 1: A l’Aube de la Science Classique (= Histoire de la pensée. Bd. 1, ZDB-ID 2204332-9 = Actualités Scientifiques et Industrielles. Bd. 852);
  - Band 2: La Loi de la Chute des Corps. Descartes et Galilée (= Histoire de la pensée. Bd. 2 = Actualités Scientifiques et Industrielles. Bd. 853);
  - Band 3: Galilée et la Loi d’Inertie (= Histoire de la pensée. Bd. 3 = Actualités Scientifiques et Industrielles. Bd. 854).
- Entretiens sur Descartes. Brentano’s, New York 1944.
- The political Function of the modern Lie. In: Contemporary Jewish Record. Bd. 8, Nr. 3, Juni 1945, ISSN 0363-6909, S. 290–291.
- Introduction à la lecture de Platon. Brentano’s, New York NY 1945 (in deutscher Sprache: Vergnügen bei Platon (= Wagenbachs Taschenbücherei. Bd. 285). Wagenbach, Berlin 1997, ISBN 3-8031-2285-6; und zahlreiche weitere Übersetzungen).
- Mystiques, spirituels, alchimistes (du XVIe siècle allemand). Schwenckfeld, Séb. Franck, Weigel, Paracelse (= Cahiers des Annales. Bd. 10; ISSN 0755-1487). Colin, Paris 1955.
- From the Closed World to the Infinite Universe (= Johns Hopkins University. Publications of the Institute of the History of Medicine. 3rd Series: The Hideyo Noguchi Lectures. Bd. 7, ZDB-ID 1014843-7). Johns Hopkins Press, Baltimore MD 1957 (In deutscher Sprache: Von der geschlossenen Welt zum unendlichen Universum. Suhrkamp, Frankfurt am Main 1969).
- Études d’histoire de la pensée philosophique (= Annales. Économies, Sociétés, Civilisations. Cahiers. Bd. 19, ISSN 0755-1487). Herausgegeben von René Taton. Colin, Paris 1961.
- La révolution astronomique. Copernic, Kepler, Borelli (= École pratique des hautes études, Sorbonne. Histoire de la pensée. Bd. 3, ISSN 0073-2362). Hermann, Paris 1961. Englische Ausgabe: The astronomical revolution. Copernicus, Kepler, Borelli, Hermann/Methuen/Cornell University Press 1973
- Newtonian Studies. Herausgegeben von I. Bernard Cohen. Harvard University Press, Cambridge MA 1965.
- Metaphysics and Measurement. Essays in Scientific Revolution. Herausgegeben von M. A. Hoskin. Chapman & Hall, London 1968.
- Réflexions sur le mensonge. Allia, Paris 1996, ISBN 2-911188-12-8.
- Leonardo, Galilei, Pascal. Die Anfänge der neuzeitlichen Naturwissenschaft (= Fischer 13776). Fischer-Taschenbuch-Verlag, Frankfurt am Main 1998, ISBN 3-596-13776-4.